# Саутвест-Грінсбург (Пенсільванія)
Саутвест-Грінсбург (англ. Southwest Greensburg) — місто (англ. borough) в США, в окрузі Вестморленд штату Пенсільванія. Населення — 2219 осіб (2020).

## Географія
Саутвест-Грінсбург розташований за координатами 40°17′31″ пн. ш. 79°32′52″ зх. д. / 40.29194° пн. ш. 79.54778° зх. д. (40.291869, -79.547813).  За даними Бюро перепису населення США в 2010 році місто мало площу 1,01 км², уся площа — суходіл.

## Демографія
Згідно з переписом 2010 року, у селищі мешкало 2155 осіб у 1037 домогосподарствах у складі 566 родин. Густота населення становила 2124 особи/км².  Було 1165 помешкань (1148/км²).
Расовий склад населення:
| - 94,2 % — білих - 2,7 % — чорних або афроамериканців - 0,3 % — азіатів |

До двох чи більше рас належало 2,6 %. Частка іспаномовних становила 0,6 % від усіх жителів.
За віковим діапазоном населення розподілялося таким чином: 19,5 % — особи молодші 18 років, 63,5 % — особи у віці 18—64 років, 17,0 % — особи у віці 65 років та старші. Медіана віку мешканця становила 41,7 року. На 100 осіб жіночої статі у селищі припадало 91,7 чоловіків;  на 100 жінок у віці від 18 років та старших — 89,6 чоловіків також старших 18 років.
Середній дохід на одне домашнє господарство  становив 54 380 доларів США (медіана — 43 495), а середній дохід на одну сім'ю — 68 877 доларів (медіана — 63 393). Медіана доходів становила 42 021 долар для чоловіків та 38 150 доларів для жінок. За межею бідності перебувало 14,0 % осіб, у тому числі 31,0 % дітей у віці до 18 років та 3,9 % осіб у віці 65 років та старших.
Цивільне працевлаштоване населення становило 1088 осіб. Основні галузі зайнятості: освіта, охорона здоров'я та соціальна допомога — 31,3 %, роздрібна торгівля — 12,5 %, виробництво — 9,0 %, мистецтво, розваги та відпочинок — 8,3 %.